# Microregiunea Kaposvár
Microregiunea Kaposvár (în maghiară Kaposvári kistérség) a fost o microregiune statistică (kistérség) din județul Somogy, Ungaria.
Cu o populație de 99.202 locuitori și o suprafață de 1.041,14 km2, aceasta a existat până în 2014, când în Ungaria, microregiunile ”kistérségek” au fost înlocuite de districte (járások).